# Mirosław Bork
Mirosław Bork (Wejherowo, 22 de desembre de 1956) és un director de cinema i productor de cinema polonès.

## Biografia
Mirosław Bork va estudiar filologia polonesa a la Universitat de Gdańsk als anys setanta. Va acabar els seus estudis l'any 1980. De 1984 a 1990 va treballar al Filmstudio Kadr com a director de producció i director. A la dècada de 1990 va treballar per a televisions regionals i productores de Gdansk com a director de programes i director de producció. Des de l'any 2006, Mirosław Bork és el director artístic del Festival de Cinema Polonès de Gdynia.

## Filmografia (selecció)
- Daleki dystans (1985)
- Konsul (1989)
- Cudze szczęście (1998)
- Dwie miłości (2001)

## Premis
Va obtenir la Conquilla de Plata a la millor direcció al Festival Internacional de Cinema de Sant Sebastià 1989 per Konsul.